# バンワート郡 (オハイオ州)
バンワート郡（英: Van Wert County）は、アメリカ合衆国オハイオ州の西部に位置する郡である。2010年国勢調査での人口は28,744人であり、2000年の29,659人から3.1%減少した。郡庁所在地はバンワート市（人口10,846人）であり、同郡で人口最大の都市でもある。
バンワート郡はバンワート小都市圏の中にあり、さらにライマ・バンワート・ワーパーコネタ広域都市圏に含まれている。郡名はアメリカ独立戦争の時に、イギリスのスパイだったジョン・アンドレ少佐を捕まえた3人の1人、アイザック・バン・ワートに因んで名付けられた。

## 地理
アメリカ合衆国国勢調査局に拠れば、郡域全面積は410.42平方マイル (1,063.0 km2)であり、このうち陸地409.16平方マイル (1,059.7 km2)、水域は1.27平方マイル (3.3 km2)で水域率は0.31%である。

### 隣接する郡
- ポールディング郡 - 北
- パットナム郡 - 北東
- アレン郡 - 東
- オーグレイズ郡 - 南東
- マーサー郡 - 南
- アダムズ郡 (インディアナ州) - 南西
- アレン郡 (インディアナ州) - 北西

## 人口動態
以下は2000年国勢調査による人口統計データである。
| 基礎データ - 人口: 29,659人 - 世帯数: 11,587 世帯 - 家族数: 8,354 家族 - 人口密度: 28人/km2（72人/mi2） - 住居数: 12,363軒 - 住居密度: 12軒/km2（30軒/mi2） 人種別人口構成 - 白人: 97.43% - アフリカン・アメリカン: 0.75% - ネイティブ・アメリカン: 0.11% - アジア人: 0.19% - その他の人種: 0.75% - 混血: 0.77% - ヒスパニック・ラテン系: 1.56% 年齢別人口構成 - 18歳未満: 26.0% - 18-24歳: 8.3% - 25-44歳: 27.3% - 45-64歳: 22.9% - 65歳以上: 15.5% - 年齢の中央値: 38歳 - 性比（女性100人あたり男性の人口） - 総人口: 95.5 - 18歳以上: 92.4 | 世帯と家族（対世帯数） - 18歳未満の子供がいる: 32.9% - 結婚・同居している夫婦: 60.2% - 未婚・離婚・死別女性が世帯主: 8.5% - 非家族世帯: 27.9% - 単身世帯: 24.7% - 65歳以上の老人1人暮らし: 11.4% - 平均構成人数 - 世帯: 2.52人 - 家族: 3.00人 収入と家計 - 収入の中央値 - 世帯: 39,497米ドル - 家族: 46,503米ドル - 性別 - 男性: 32,377米ドル - 女性: 23,859米ドル - 人口1人あたり収入: 18,293米ドル - 貧困線以下 - 対人口: 5.5% - 対家族数: 4.2% - 18歳未満: 5.8% - 65歳以上: 4.0% |

## 郡区

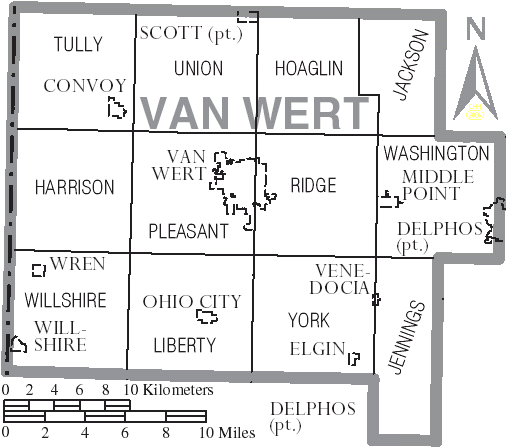
バンワート郡図

バンワート郡は下記12の郡区に分割されている。
| - ハリソン - ホーグリン - ジャクソン - ジェニングス | - リバティ - プレザント - リッジ - タリー | - ユニオン - ワシントン - ウィルシャー - ヨーク |

### 都市
- デルフォス
- バンワート - 郡庁所在地

### 村
| - コンボイ - エルジン - ミドルポイント - オハイオシティ | - スコット - ベネドシア - ウィルシャー - レン |

### 未編入の町
| - アバナカ - カベット - コンバース - ディクソン - ダル | - グレンモア - ホーグリン - ジョーンズタウン - ミドルベリー - モンティチェロ | - リッチー - スカム - シーマーズビル - ウェッツェル - ウルフケール |